# Polyrhachis stigmatifera
Polyrhachis stigmatifera är en myrart som beskrevs av Kohout 1990. Polyrhachis stigmatifera ingår i släktet Polyrhachis och familjen myror. Inga underarter finns listade i Catalogue of Life.